# Batalha de Soissons
A batalha de Soissons foi travada em 486 entre os francos sálios liderados por Clóvis I e o Reino de Soissons, domínio de Siágrio.
Após o colapso final do Império Romano do Ocidente, Siágrio, filho de Egídio (último mestre dos soldados da Gália), permaneceu como último representante do domínio romano na região, tendo sob si uma área dos rios Loire a Somme, gozando de independência de facto mesmo que se entendesse como mero duque de província romana. Ainda que Soissons fosse um reino infraestruturado, uno e enriquecido pela herança romana, em oposição ao território fracionado e pouco romanizado dos francos, Clóvis conseguiu reunir francos o bastante para desafiar Siágrio para uma batalha, para a qual marchou com seu parente Ragnacar, régulo de Cambrai. São Gregório de Tours, principal fonte do período de Clóvis, relata em sua História dos Francos que um rei Cararico teria rumado à batalha buscando apoiar o vencedor, e foi subsequentemente capturado, forçosamente ordenado ao sacerdócio e, após rumores de conspiração, morto. Diz ainda São Gregório, sobre a Batalha:
Quilderico estando morto, seu filho Clóvis reinou em seu lugar. No quinto ano de seu reinado, Siágrio, rei dos romanos e filho de Egídio, residia na cidade de Soissons, que antes tomara, como dissemos acima. Clóvis, tendo marchado contra ele com Ragnacar, seu parente, que também possuía um reino, pediu-lhe que escolhesse um campo de batalha. Este não deferiu, e não hesitou em resistir a ele. O combate, pois, começou. Siágrio, vendo seu exército dizimado, fugiu e se refugiou rapidamente sob o rei Alarico em Toulouse. Clóvis enviou pedido a Alarico que o devolvesse a suas mãos, dizendo que, de outra forma, se ele o mantivesse, ele declararia guerra contra ele. Este, temendo incorrer na ira dos francos, pois o medo é comum aos godos, entregou-o aos tenentes de Siágrio carregado de ferros. Clóvis, depois de recebê-lo, ordenou que ele fosse mantido; e tendo tomado seu reino, ele o matou secretamente.Original {{{{{língua}}}}}: — São Gregório de Tours